# Winnie Bolla
Winnie Bolla de son nom complet Winnie Francine Bolla Mpampa, est une actrice camerounaise et la responsable du pôle cinéma du Bali Arts Market.

## Carrière
En 2017, Winny Bolla elle est l'une des héroïne du court métrage du réalisateur camerounais Patrick Timbe, une bataille féroce entre trois jeunes femmes pour s'approprier la richesse de leur père. Elle donne la réplique à Cynthia Elisabeth Ngono et à Laura Onyama.
En 2019, elle revient avec le réalisateur Elvis Noulem dans un long métrage et le film de Brice Fansi, dans lequel elle incarne sœur Sonia.
Elle crée en 2021 une émission de cinéma, la case de Winnie Bolla, qui met en avant le travail de toutes les personnes qui son dans le 7e art camerounais diffusée sur Canal 2 international et sur YouTube. Elle est depuis 2018, la fondatrice ainsi que la présidente de l'association jongwane qui œuvre dans le social.

## Filmographie
- 2017 : Leçon[8].
- 2019 : Partie remise[9].
- 2019 : La silence[10].